# Llangybi (Ceredigion)
Pour les articles homonymes, voir Llangybi.
Llangybi est un village et une communauté du Ceredigion, au pays de Galles.

## Géographie
Llangybi est situé dans le sud du Ceredigion, à 7 km au nord-est de la ville de Lampeter, sur la route A485 (en). Il est traversé par la Dulas (en), un affluent de la Teifi.
La communauté de Llangybi comprend également le village de Betws Bledrws (en).

## Démographie
Au recensement de 2011, la communauté de Llangybi comptait 653 habitants.